# Tuniques rouges
Les tuniques rouges (anglais : red coat) est le surnom donné aux troupes de l'armée britannique lors de la période s'échelonnant entre la création de la Grande-Bretagne (1707) et la première Guerre mondiale en 1914. Il se rapporte à l'uniforme britannique de l'époque qui fut au départ un long manteau rouge écarlate.

Soldat britannique portant la tunique rouge en 1742

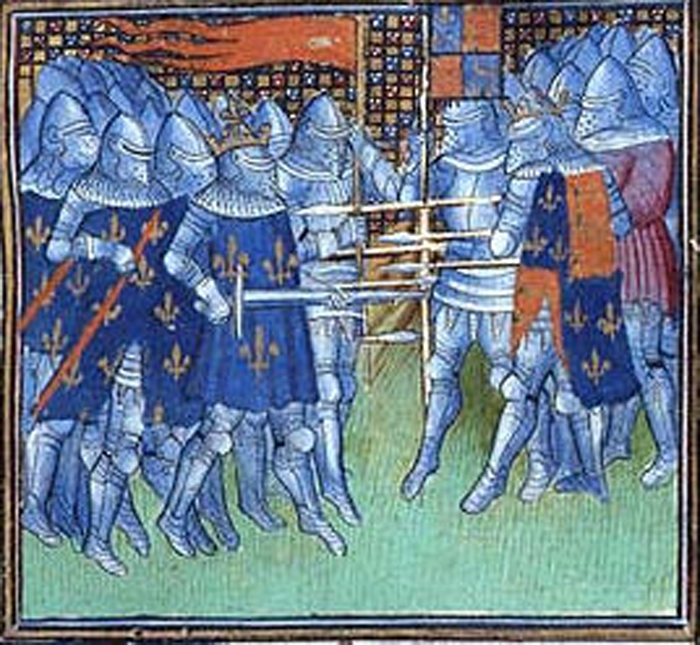
En 1356, lors de la bataille de Poitier, les Français brandissent encore l'oriflamme rouge de Saint-Denis

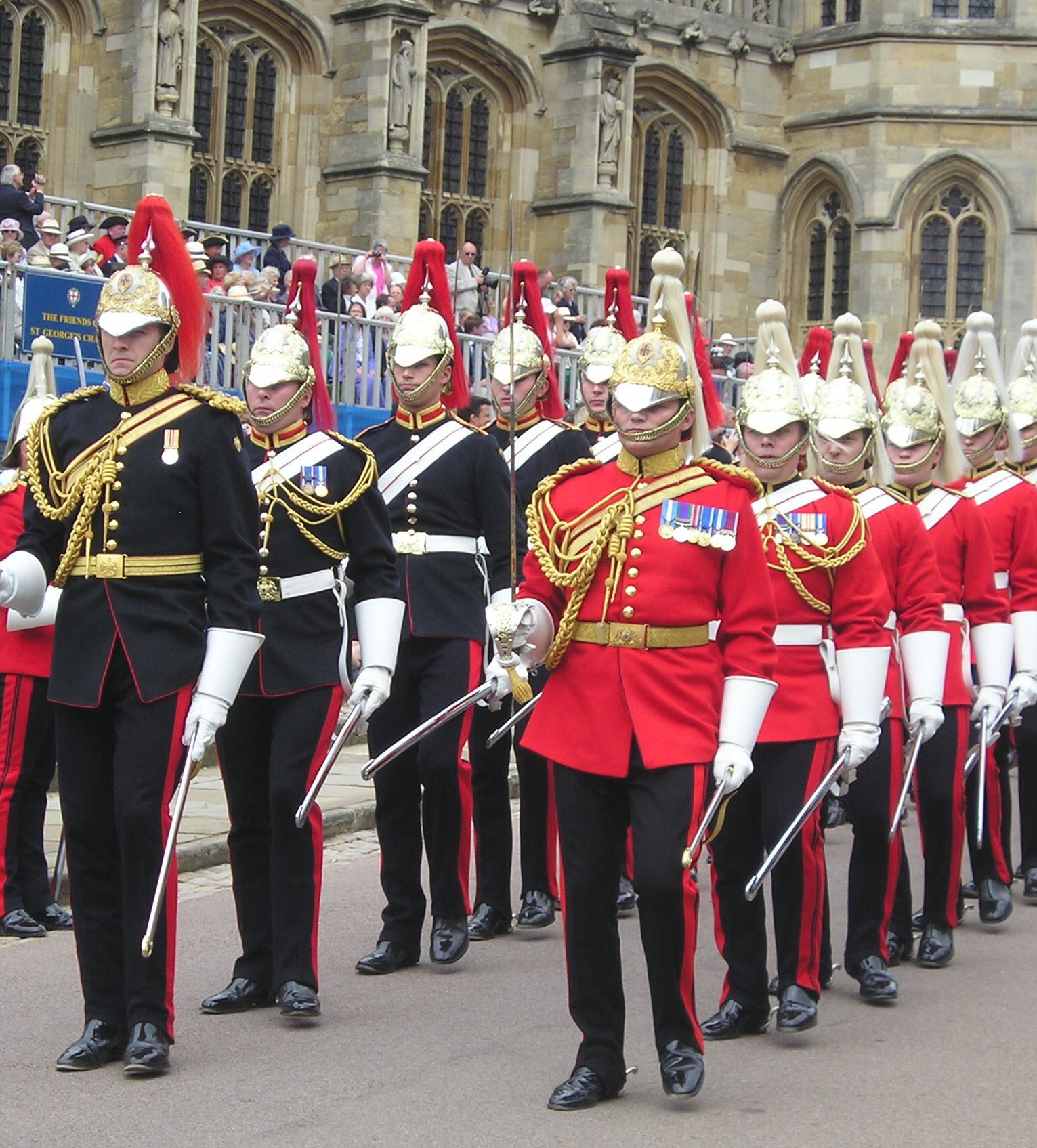
Uniforme de parade britanniques, inspiré des dragons de cavalerie du XIXe siècle.

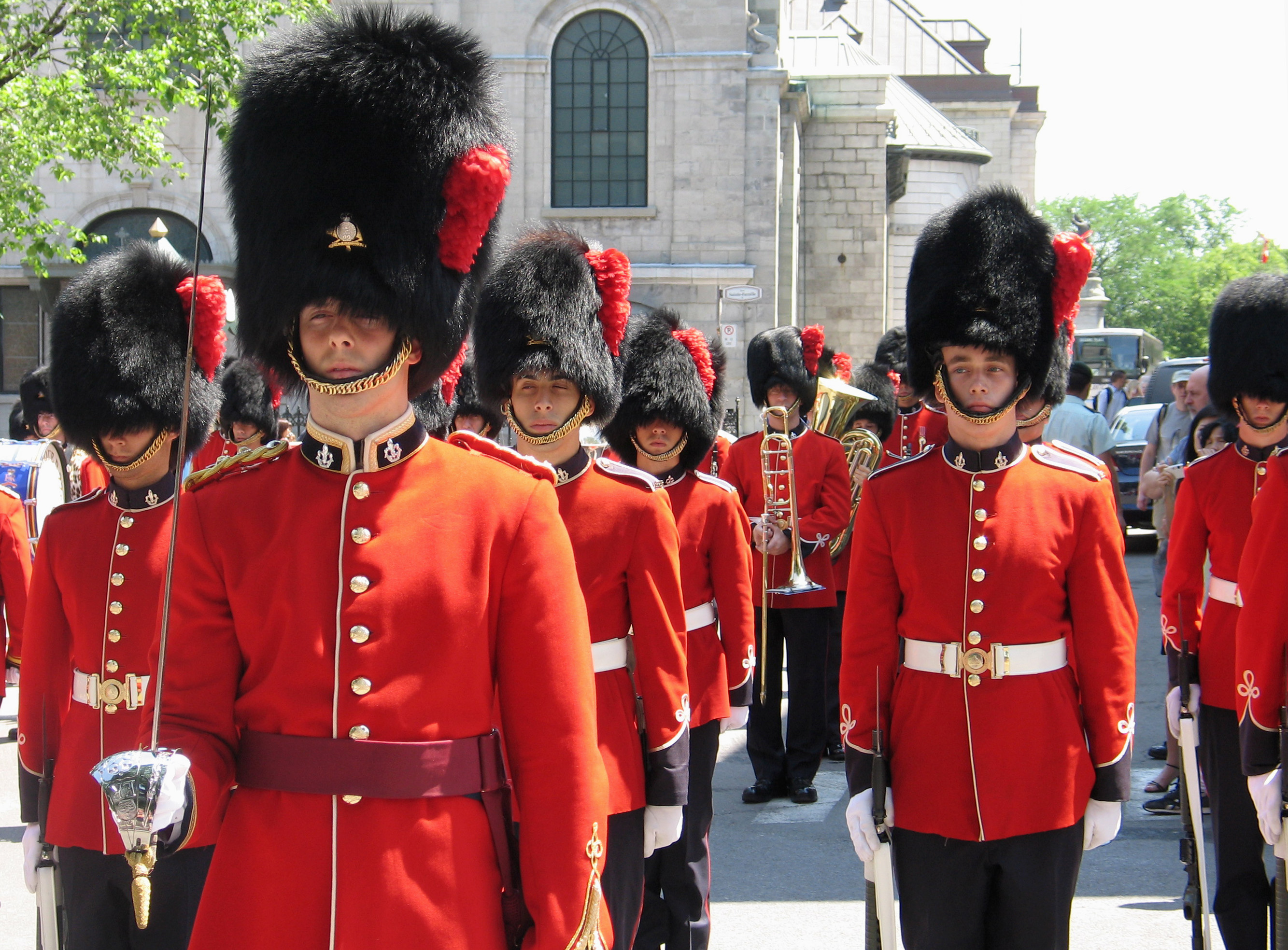
Parade du Royal canadien à Québec.

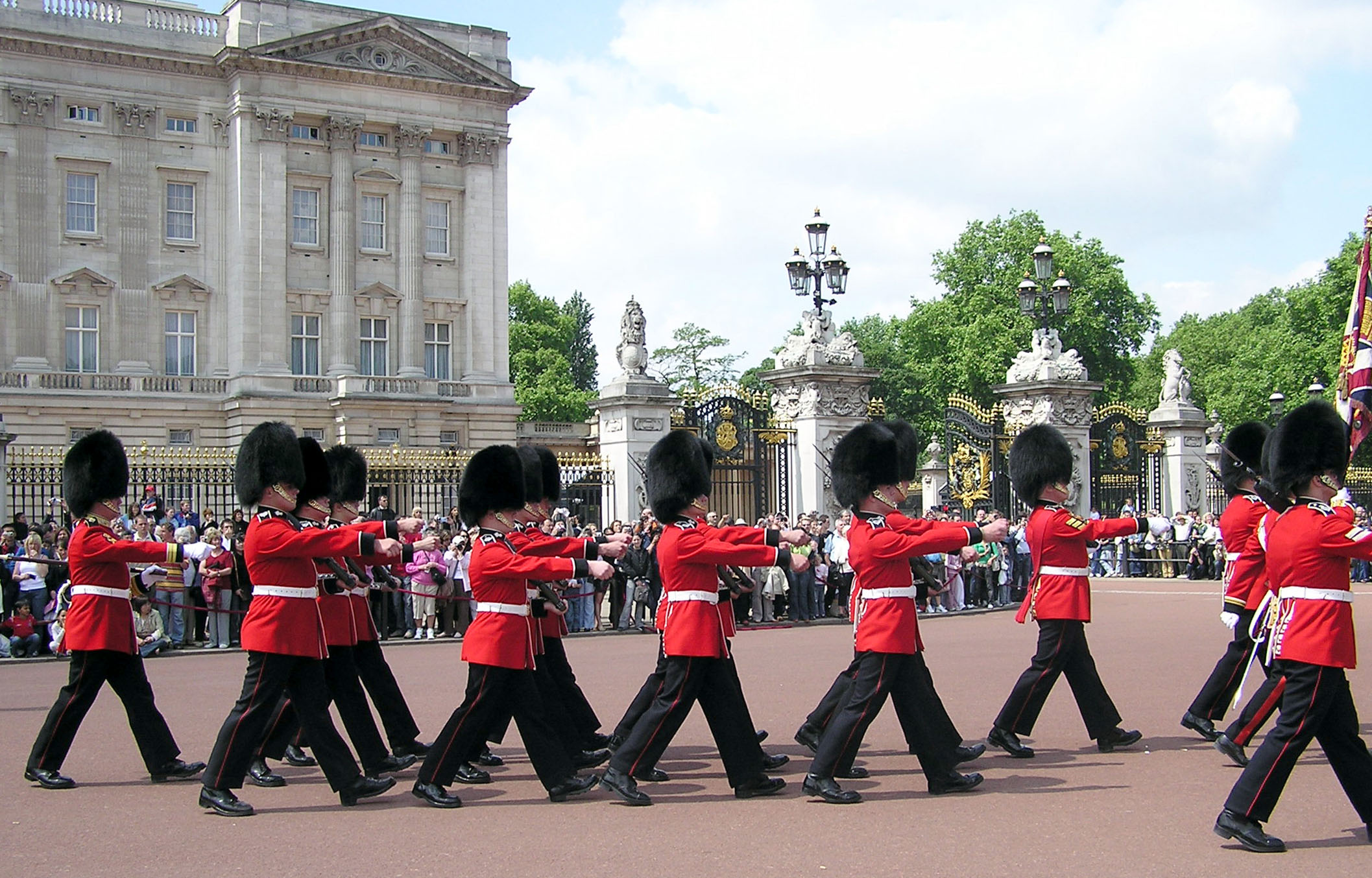
Relève de la garde quotidienne au palais de Buckingham par les Queens Guard.

Le surnom de tuniques rouges (ou red coat) est maintenant une référence à l'époque où les guerres britanniques étaient impérialistes et coloniales.

## Origine
Au Moyen Âge, l'oriflamme de l'abbaye de Saint-Denis était l'étendard du roi de France en temps de guerre. Cette oriflamme était constituée d'un taffetas rouge à deux queues, semé de flammes d'or, frangé de vert et attaché à une hampe. D'après Suger, Louis VI  prend l'étendard (vexillium), « appartenant au comté de Vexin, au titre duquel il se trouve feudataire de l'église car c'est en tant que comte de Vexin que le roi lève l'étendard de Saint-Denis. ; il le prend conformément à son vœu comme de la main de son seigneur », puis part vers le point de ralliement de l'armée. Le nouvel étendard vient comme en remplacement de celui que Louis VI avait perdu, en même temps que son cheval, le 20 août 1119, lors de la défaite de Brémule infligée par les Normands. En 1214, Philippe Auguste emporte l'oriflamme à la bataille de Bouvines (27 juillet). L'oriflamme est arborée au combat jusqu'à la défaite des français à Azincourt le 25 octobre 1415. face à l'armée anglaise. Dès lors, l'oriflamme étant passée aux anglais, le rouge devient la couleur de l'Angleterre. Les rois de France, conservant exclusivement le « bleu de France », ne lèveront plus la bannière perdue de Saint Denis mais s'inventent un nouvel étendard guerrier, la bannière de Saint Michel. Ne figurant plus dans aucune bataille, elle est rangée dans le trésor de Saint-Denis.
Selon l'écrivain, journaliste et dessinateur français Dick de Lonlay (pseudonyme de  Georges Hardouin), rédacteur en chef du journal Le Drapeau, spécialisé dans l'histoire militaire, lors de la prise d'Orléans par les troupes françaises emmenées par Jeanne d'Arc, la nouvelle couleur de la France est le blanc et c'est une bannière blanche que porte son écuyer, la couleur rouge étant devenue celle des Anglais.
Selon le dictionnaire de la conversation et de la lecture paru en 1835 et qui évoque la perte de l'oriflamme rouge de Saint-Dens :  « [...] les Anglais qui, au règne de Charles VI quittèrent le blanc et prirent le rouge (qui étaient la couleur des Français) à cause des prétentions qu'ils avaient sur la France ».
Il faudra attendre plusieurs siècles pour que l'uniforme soit généralisé et mis en avant dans l'armée. Certains vassaux ne possédaient que peu de vêtements et les vêtir pour la guerre n'était pas toujours rentable pour les seigneurs. Également l'armement des fantassins n'est pas toujours comparable, alors que certains étaient munis d'une armure et d'épées en fer, d'autres se contentaient d'une fourche et combattaient pieds nus. À cette époque vient l'idée de faire porter un étendard par les unités de fantassins. Par la suite viennent un étendard par fantassin, puis un uniforme pour certains militaires de carrière. L'uniforme régulier fut instauré vers le milieu du XVIe siècle lors de la formation de la New Model Army, où l'armée parlementaire fut habillée de rouge écarlate. Le rouge écarlate à ce moment était la couleur la moins chère pour les tuniques, ce qui tombait sous le sens pour une armée démocratique. L'armée employa toutefois des milices volontaires ne portant pas d'uniforme jusqu'au milieu du XIXe siècle. 

### Couleur
L'uniforme qui fut d'abord un manteau long de couleur rouge écarlate ayant deux propriétés ; la couleur rouge symbolisant l'Angleterre fait office de symbole politique face à l'Écosse, les îles Britanniques et l'empire colonial. Mis à part le prix de la tunique lors de la New Model Army, le rouge écarlate trouve son origine comme symbole dans l'emblème floral (rose scarlet ou rose tudors) de la maison de Lancastre, se voyant ensuite dans la maison des Tudors puis devenant symbole de la monarchie britannique. En contrepartie les royaumes sous l'égide britannique avaient comme symboles le chardon pour l'Écosse et le trèfle pour l'Irlande. Ce faisant la rose et sa couleur étaient symboliquement fort et oppressant. La croix de Saint-George arboré sur le drapeau de l'Angleterre est également rouge écarlate.

### Hypothèse
Hypothèse souvent avancée par certains spécialistes, la couleur rouge fut conservée car elle permettait également lors d'un combat de créer une confusion pour l'ennemi quant au nombre de soldats blessés, le rouge écarlate étant de la même couleur que le sang. Ce fut un atout largement utilisé lors de batailles rangées, alors que la majorité des autres puissances européennes de l'époque arboraient des uniformes blancs, noirs, bleus, gris. La tunique rouge vient montrer les victoires de l’Angleterre face à tous ses ennemis en versant leur sang. La notion de colorant rouge facile à trouver, utiliser et entretenir est une autre explication,.

## Évolution
Dans les débuts de l'utilisation de la tunique rouge, celle-ci se portait en tant que manteau long, accompagnée d'une chemise à longues franges, d'un tricorne et de bottes d'équitation noires. Ces dernières restèrent, le chapeau s'adapta au climat (en Australie le telly hat fut adopté, au Canada on finit par utiliser un stetson et en Afrique australe un casque protecteur fut éventuellement utilisé). La tunique en soi évolua également, passant d'un trench coat à un manteau à la taille, ou à un simple veston dans certains cas. Il est clair que l'évolution de la tunique, en plus de s'adapter au climat, reflétait également l'évolution de l'armement et du style de combat étudié par les officiers britanniques. Ainsi en 1758 à la bataille de Fort Carillon les tuniques rouges étaient utilisées dans des batailles rangées armées de mousquets. Lors de la Première guerre des Boers, mis à part les nombreuses escarmouches caractérisant cette guerre, les carabines n'avaient pas à être rechargées à chaque salve tirée, seulement réarmées, et les stratégies reposaient plus sur les charges de cavaleries et le cantonnement des troupes, la tunique se portait alors telle une veste à la taille.
Les tuniques rouges furent fatales aux britanniques lors de la bataille décisive de Majuba Hill, qui vit la fin de la Première guerre des Boers ainsi que lors de la bataille d'Isandlwana lors de la guerre anglo-zouloue : le roi Cetshwayo avait donné ordre à ses troupes de "percer toutes les tuniques rouges" et, de fait, les rares soldats anglais survivants portaient tous des tuniques de campagne bleues ou noires (officiers) ou beiges (auxiliaires) . Son utilisation cessa en opérations au début de la Seconde guerre des Boers en 1899 à l'occasion de la bataille de Talana Hill pour les troupes régulières d'infanterie pour être remplacée par un uniforme kaki afin de mieux se fondre au paysage (en particulier pour la guerre des Boers). L'utilisation des tuniques rouges se conserva néanmoins pour l'usage des uniformes de cérémonies et ceux des officiers et de la cavalerie jusqu'en 1914. Depuis cette date, la tunique rouge est conservée par certaines unités comme tenue de cérémonie (Gards par exemple).
Les tuniques rouges furent aussi les vestes d'uniforme de service de la police montée canadienne (RNWMP : Royal North-West Mounted Police, actuellement GRC : Gendarmerie Royale du Canada) jusqu'au début du XXe siècle (Tunique rouge (GRC)).

## Héritage
Certains corps policiers ou militaires du Commonwealth ont aujourd'hui un uniforme de cérémonie s'inspirant des tuniques rouges ; particulièrement la Gendarmerie royale du Canada (GRC), les Queen's guard d'Angleterre, le Royal 22e Régiment et le Collège militaire royal du Canada.